# Forteresse de Koporié
La forteresse de Koporié (en russe : Крепость Копо́рье, Krepost Koporié) est une place forte située à Koporié, dans le raïon de Lomonossov de l'oblast de Léningrad.

## Histoire
La première forteresse en bois sur la côte de la baie de Koporié a été construite par les chevaliers teutoniques au cours de l'hiver 1240, pour être détruite par Alexandre Nevski l'année suivante. La deuxième forteresse a été construite en pierre par le fils d'Alexandre, Dmitri Alexandrovitch en 1280. Enragés par l'indépendance du prince, les Novgorodiens rasèrent la forteresse deux ans plus tard,. 
Les Suédois profitèrent de l'absence de forteresse et occupèrent les rives de la rivière Narva. Les Novgorodiens durent restaurer le fort en pierre en 1297. Koporié était le bastion le plus fort de la région et survécut à de nombreuses attaques pendant les guerres suédo-novgorodiennes. Aux XIVe et XVe siècles, la ville fut cédée à plusieurs reprises à des princes mercenaires invités par les Novgorodiens pour protéger les territoires du nord de la république. Même si la ville possédait une importante forteresse, les résidences d'un prince et de plusieurs petits propriétaires terriens et était le centre d'un importante région sidérurgique, elle restait très petite, avec seulement 18 maisons à la fin du XVe siècle. 
Après l'incorporation de Novgorod à la Moscovie, la forteresse fut renforcée et reconstruite pour résister aux tirs de canon. La plupart des structures existantes appartiennent à cette période. Les forces russes ont rendu Koporié pendant la guerre de Livonie mais l'ont récupéré en vertu du traité de Teusina.
Pendant le Temps des troubles, Koporié fut attaquée par quelque 2 000 Suédois. La garnison russe dut se rendre. En 1656, la Russie tenta en vain de reprendre le village. Koporié resta suédois jusqu'en 1703, connu sous le nom de Koporje ou Caporie/Capurien, constituant une partie importante de l'Ingrie suédoise. 
À mesure que le golfe de Finlande devenait peu profond et reculait vers le nord, le site commença à perdre son importance maritime. En 1703, pendant la Grande Guerre du Nord, une importante armée russe dirigée par Boris Cheremetiev reprit Koporié, qui était défendue par 80 soldats suédois sous le commandant, le capitaine Wasili Apolloff. D'énormes brèches dans les murs sont encore visibles à la suite des tirs désastreux de l'artillerie russe,.
Malgré quelques réparations entreprises au XIXe siècle, la forteresse subsiste dans un état de ruine. Aujourd'hui, c'est un musée. 